# Dịch Võng
Dịch Võng (chữ Hán: 奕網; 19 tháng 1 năm 1817 – 5 tháng 10 năm 1893), Ái Tân Giác La, là một Tông thất của nhà Thanh trong lịch sử Trung Quốc.

## Cuộc đời
Dịch Võng được sinh ra vào giờ Dần, ngày 3 tháng 12 (âm lịch) năm Gia Khánh thứ 21 (1816), trong gia tộc Ái Tân Giác La. Ông là con trai thứ tư của Nghi Thuận Quận vương Miên Chí, mẹ ông là Trắc Phúc tấn Lý Giai thị (李佳氏). Năm Đạo Quang thứ 11 (1831), tháng giêng, ông được phong tước Phụng ân Phụ quốc công. Năm thứ 12 (1832), tháng 9, thụ chức Tán trật đại thần. Năm thứ 14 (1834), tháng 4, phụ thân ông qua đời, ông được tập tước Nghi Thân vương đời thứ 3, nhưng Nghi vương phủ không phải thừa kế võng thế, nên ông chỉ được phong làm Bối lặc. Tháng 7 cùng năm, gia ân làm Tán trật đại thần Thượng hành tẩu (散秩大臣上行走). Năm thứ 15 (1835), tháng 10, ông được vào Càn Thanh môn hành tẩu. Năm thứ 19 (1839), tháng 2, ông nhận mệnh trông coi Thanh Đông lăng. Năm thứ 20 (1840), tháng 10, thụ chức Hữu dực Cận chi Tộc trưởng (右翼近支族長).
Năm Hàm Phong thứ 3 (1853), tháng 10, ông nhậm chức Nội đại thần, nhận mệnh trông coi Thanh Tây lăng. Năm thứ 7 (1857), tháng 4, vì bị bệnh nên ông được thưởng toàn bổng lộc. Đến năm Đồng Trị thứ 13 (1874), tháng 12, bệnh tình của ông thuyên giảm nên được trả phép. Năm Quang Tự thứ 3 (1877), tháng 4, quản lý Đô thống Mông Cổ Chính Hoàng kỳ. Tháng 6 cùng năm, nhậm Chuyên thao Đại thần (專操大臣). Năm thứ 5 (1879), tháng 8, quản lý Quan binh sự vụ của ba kỳ Bao y thuộc Nội vụ phủ của Viên Minh viên Bát kỳ. Năm thứ 6 (1880), tháng 12, nhậm Quản yến đại thần (管宴大臣). Năm thứ 10 (1884), tháng 10, ông được gia hàm Quận vương. Năm thứ 11 (1885), tháng 6, thụ Kê sát Giác La học sự vụ (稽察覺羅學事務). Năm thứ 16 (1890), tháng giêng, nhậm chức Duyệt binh đại thần (閱兵大臣), Tông Nhân phủ Hữu tông chính, nhưng bị bãi chức Chuyên thao đại thần. Năm thứ 17 (1891), tháng 11, thụ Chính Hoàng kỳ Lĩnh Thị vệ Nội đại thần, nhưng không lâu sau ông xin từ chức. Năm thứ 19 (1893), ngày 26 tháng 8 (âm lịch), giờ Thìn, ông qua đời, thọ 78 tuổi. Tước vị sẽ do Dục Côn (毓崐) – trưởng tôn của Tái Hoàn – con trai duy nhất của ông tập tước.

## Gia quyến
- Đích Phu nhân: Bác Nhĩ Tế Cát Đặc thị (博爾濟吉特氏), con gái của Khoa Nhĩ Thấm Trác Tát Khắc Đa La Quận vương, Hòa Thạc Ngạch phò Tác Đặc Nạp Mộc Đa Bố Tể (索特納穆多布濟) – chồng của Hòa Thạc Trang Kính Công chúa.
- Con trai: Tái Hoàn (載桓; 1838 – 1859), mẹ là Đích Phu nhân Bác Nhĩ Tế Cát Đặc thị. Năm 1894 được truy phong làm Bối tử (貝子). Có một con trai.